# Halové mistrovství České republiky v atletice 2024
Halové mistrovství ČR v atletice 2024 se uskutečnilo ve dnech 17.–18. února 2024 v Ostravě-Vítkovicích. 

## Výsledky

### Muži
|                                    | Zlato                                                                           | Výkon    | Stříbro                                                            | Výkon    | Bronz                                                              | Výkon    |
| 60 m                               | Zdeněk Stromšík                                                                 | 6,60     | Matyáš Koška                                                       | 6,75     | Stanislav Jíra                                                     | 6,76     |
| 200 m                              | Tomáš Němejc                                                                    | 20,82    | Ondřej Macík                                                       | 20,83    | Jan Jirka                                                          | 20,95    |
| 400 m                              | Matěj Krsek                                                                     | 45,86    | Vít Müller                                                         | 46,21    | Michal Desenský                                                    | 46,42    |
| 800 m                              | Daniel Kotyza                                                                   | 1:46,57  | Jan Tesař                                                          | 1:47,59  | Filip Šnejdr                                                       | 1:48,13  |
| 1500 m                             | Nico Boketta                                                                    | 3:48,78  | Filip Toul                                                         | 3:53,27  | Dominik Vebr                                                       | 3:53,46  |
| 3000 m                             | Damián Vích                                                                     | 8:00,23  | Filip Sasínek                                                      | 8:06,47  | Jan Máša                                                           | 8:22,20  |
| 60 m př.                           | Petr Svoboda                                                                    | 7,72     | Štěpán Schubert                                                    | 7,76     | Jonáš Kolomazník                                                   | 7,83     |
| 4 × 200 m                          | VSK Univerzita Brno Jakub Toužín Daniel Kotyza Jan Václav Ondráček Martin Tuček | 1:26,92  | SSK Vítkovice Jakub Majerčák Tomáš Lisák Matěj Lutz Milan Ščibráni | 1:27,81  | A. C. TEPO Kladno Tomáš Majer Jan Ullman Daniel Lehar Tomáš Dvořák | 1:27,83  |
| Chůze na 5 km Praha 11. února 2024 | Vít Hlaváč                                                                      | 19:58,44 | Adam Zajíček                                                       | 20:09,92 | Lukáš Gdula                                                        | 21:03,75 |
| Skok do výšky                      | Josef Adámek                                                                    | 2,14     | Marek Bahník                                                       | 2,14     | Adam Tomášek                                                       | 2,10     |
| Skok o tyči                        | Matěj Ščerba                                                                    | 5,65     | David Holý                                                         | 5,25     | Filip Bartoněk                                                     | 5,25     |
| Skok daleký                        | Radek Juška                                                                     | 7,72     | Petr Meindlschmid                                                  | 7,68     | Tomas Järvinen                                                     | 7,51     |
| Trojskok                           | Ondřej Vodák                                                                    | 15,54    | Jakub Kunt                                                         | 15,54    | Zdeněk Kubát                                                       | 14,40    |
| Vrh koulí                          | Tomáš Staněk                                                                    | 20,73    | Tadeáš Procházka                                                   | 18,37    | Tomáš Bortel                                                       | 17,22    |
| Sedmiboj Praha 9.–11. února 2024   | Ondřej Kopecký                                                                  | 6035     | Vilém Stráský                                                      | 5806     | Petr Svoboda                                                       | 5739     |

### Ženy
|                                    | Zlato                                                                             | Výkon     | Stříbro                                                                          | Výkon    | Bronz                                                                            | Výkon       |
| 60 m                               | Karolína Maňasová                                                                 | 7,15 (NR) | Natálie Kožuškaničová                                                            | 7,39     | Pavla Kvasničková                                                                | 7,48        |
| 200 m                              | Lurdes Gloria Manuel                                                              | 23,72     | Johanka Šafářová                                                                 | 23,75    | Pavla Kvasničková                                                                | 24,00       |
| 400 m                              | Lada Vondrová                                                                     | 51,41     | Tereza Petržilková                                                               | 51,88    | Terezie Táborská                                                                 | 52,93 (NJR) |
| 800 m                              | Adéla Holubová                                                                    | 2:04,27   | Kimberley Ficenec                                                                | 2:05,14  | Pavla Štoudková                                                                  | 2:05,14     |
| 1500 m                             | Simona Vrzalová                                                                   | 4:21,84   | Diana Mezuliáníková                                                              | 4:23,69  | Pavla Štoudková                                                                  | 4:27,62     |
| 3000 m                             | Simona Vrzalová                                                                   | 9:26,87   | Barbora Lampová                                                                  | 9:27,45  | Jana Johanová                                                                    | 9:29,48     |
| 60 m př.                           | Helena Jiranová                                                                   | 8,09      | Tereza Elena Šínová                                                              | 8,14     | Tereza Vokálová                                                                  | 8,20        |
| 4 × 200 m                          | USK Praha Natálie Kožuškaničová Martina Hofmanová Věra Holubářová Marcela Pírková | 1:38,62   | TJ VS Tábor Kateřina Marušová Barbora Cílková Tereza Kršová Lurdes Gloria Manuel | 1:40,08  | AK ŠKODA Plzeň Valentýna Jindrová Kateřina Šťastná Stella Böhmová Ema Šefránková | 1:40,45     |
| Chůze na 3 km Praha 11. února 2024 | Eliška Martínková                                                                 | 12:32,79  | Johana Petříková                                                                 | 14:58,67 | Štěpánka Pohlová Kučerová                                                        | 15:05,12    |
| Skok do výšky                      | Zdena Pezinková                                                                   | 1,86      | Michaela Hrubá                                                                   | 1,86     | Klára Krejčiříková                                                               | 1,82        |
| Skok o tyči                        | Amálie Švábíková                                                                  | 4,55      | Nikola Pöschlová                                                                 | 4,38     | Zuzana Pražáková                                                                 | 4,11        |
| Skok daleký                        | Tereza Vokálová                                                                   | 6,18      | Linda Suchá                                                                      | 6,15     | Emma Maštalířová                                                                 | 6,04        |
| Trojskok                           | Emma Maštalířová                                                                  | 13,18     | Veronika Skalická                                                                | 12,65    | Victoria Kuchmister                                                              | 12,44       |
| Vrh koulí                          | Katrin Brzyszkowská                                                               | 16,58     | Martina Mazurová                                                                 | 15,97    | Eliška Zahradníčková                                                             | 15,04       |
| Pětiboj Praha 9.–11. února 2024    | Natálie Olivová                                                                   | 4125      | Anna Kerbachová                                                                  | 4109     | Veronika Nedvědová                                                               | 4013        |